# ガロ (雑誌)
『月刊漫画ガロ』は、1964年から2002年頃まで青林堂が刊行していた漫画雑誌。大学生など比較的高い年齢層の読者に支持され、独創的な誌面と経営難の中で独自の路線を貫き漫画界の異才を数多輩出した、伝説的な雑誌である。創立者は白土三平、初代社長兼編集長は、青林堂創業者の長井勝一。1998年からは青林堂の系譜を引き継いだ青林工藝舎が事実上の後継誌『アックス』を隔月で刊行している。
『ガロ』は先見性と独自性で一時代を画し、単なる漫画雑誌には止まらない足跡を出版界に遺した。また、独自の作家性を持つ個性的な漫画家たちの作風は「ガロ系」と呼ばれ、『ガロ』出身ではない作家でも「あの作家はガロ系」としばしば表現された。彼らの作風は、海外のオルタナティヴ・コミックの作家たちとも親和性が高いと言われた。

## 歴史

### 創刊期
日本初の青年漫画雑誌『月刊漫画ガロ』は、それまで貸本漫画の出版などで知られていた編集者の長井勝一と漫画家の白土三平により1964年7月24日に創刊された。誌名は白土の漫画「やませ」に登場する忍者「大摩のガロ」から取っているほか我々の路すなわち「我路」という意味合いもあり、またアメリカのマフィアの名前（ジョーイ・ギャロ）も念頭にあった。誌名の複数の候補からガロを選んだのは長井の甥である。題材・内容とスケールから連載する場所がなかった白土の漫画『カムイ伝』の連載の場とすることが創刊の最大の目的だった。同時に、活躍の場を失いつつあった貸本漫画家への媒体提供と、新人発掘のためという側面もあった。
長井は後年「執筆者が7人以上いないと雑誌と認めてもらえなかった」と創刊時を振り返っており、水木しげるや白土が複数の名義を使い執筆者を水増ししての創刊だった。当初は白土の赤目プロの援助を受けて刊行された。雑誌のロゴも白土が発案し、レイアウトのほとんどを白土が構成した。表紙のレイアウトは週刊誌『朝日ジャーナル』を意識した。『ガロ』に触発された手塚治虫は67年1月、虫プロ商事より『COM』を創刊、『カムイ伝』に対抗した『火の鳥』を連載する。ともに全共闘時代の大学生に強く支持されていった。
貸本マンガ時代のつげ義春を高く評価していた白土の意向で、65.4月号に「つげ義春くん連絡乞う」の案内を掲載。つげはそれまでガロの存在を知らなかったが、65.8月号に「噂の武士」、66.2月号に漫画史上唯一無二の傑作「沼」を掲載。その後68.8の「モッキリ屋の少女」まで、傑作続きの「奇跡の2年間」を現出する。
1960年代の『ガロ』は、白土の『カムイ伝』と水木の『鬼太郎夜話』の2本柱でおよそ100ページを占め、残るページをつげ、滝田ゆう、つりたくにこ、永島慎二などがレギュラーとして作品を発表していた。新人発掘にも力を入れていた当時の青林堂には、毎日のように作品が郵送で届き、多いときには2日、最低でも3日に一人は作品を小脇に抱えた若者が訪れた。
発刊3年後の1967年には、主に『カムイ伝』を目当てにした小学館による買収および、当時の同社の中学生以上の男性向け雑誌『ボーイズライフ』との統合話が持ち上がったが、破談に終わる。
『ガロ』は白土の方針により商業性よりも作品を重視しオリジナリティを第一としたため、編集者の干渉が比較的少なく、作家側にすれば自由に作品を発表できた。つげとの交流を主目的に66年に入社した高野慎三などにより、新人発掘の場として林静一や佐々木マキ、つげ忠男など独創的な作品を積極的に掲載した。こうしたことはそれまで漫画という表現を選択することのなかったアーティストたちにも門戸を開放する結果となり、ユニークな新人が続々と輩出されるようになった。しかし、娯楽作品である貸本マンガ時代を背負ってきた長井は佐々木マキのデビュー作こそ評価したものの、徐々に観念性を強め、ストーリー性を失っていく佐々木、林らに戸惑い、高野の方針に不満を抱くようになる。「ねじ式」掲載にも慎重であった。高野は永島からも「ねじ式」以降のつげ、林、佐々木などについて、これまでの漫画の歴史を否定するものとして批判される。徐々に高野不在の酒席で編集会議が行われるようになり、71年を持って高野は退社する。
現在中古本市場でも数多く出回っているガロだが、つげが『沼』を発表した1966年2月号だけは入手困難だという。2017年現在では、美術系大学の図書館などでもそろえているところはあるが、たいていはこの号だけが欠本となっている。京都国際マンガミュージアムの蔵書では揃っているが、これはガロ全巻を私が寄贈したためであると呉智英が「アックス」vol.119（特集つげ義春生誕80周年、2017年10月31日発行の）に記している。呉自身、掲載号を紛失してしまい、やむなく書店にバックナンバーを注文したところ、在庫がなかった。青林堂が借りていた倉庫が集中豪雨で浸水し、その号が廃棄になったことを、ずっと後に、青林堂社員になった南伸坊から聞いた。呉は、この号をたまたま持っていた友人に高価で譲ってもらったという。

### 長い不遇の時代
1971年に『カムイ伝』が終了すると『ガロ』の売上は徐々に下降線をたどるようになる。当時編集部に在籍していた編集者であった南伸坊や渡辺和博らが一時編集長となり、面白ければ漫画という表現に囚われぬという誌面作りを提唱（＝「面白主義」）した。その結果、サブカルチャーの総本山的な立場として一目置かれつつも、単行本の売上で糊口をしのぐという状態が続いた。この時期大手出版社から買収の話も持ち上がるが、長井はこれを拒否したという。一方で『ガロ』を強く意識していた手塚の『COM』は『ガロ』のように「原稿料ゼロ」という訳にはいかず、1971年末に廃刊する。
1980年代に入ると部数は実売3000部台にまで落ち込み、バブルで金余りの世相にありながら、千代田区神田神保町の材木店の倉庫の二階を間借りして細々と営業する経営難を経験する。この頃になると社員ですらまともに生活ができないほど経営が苦しくなった。原稿料は長井による「儲かったら支払う」という「公約」のもと、すでに支払いを停止せざるを得なくなっていた。ただ、本当に生活できない漫画家には1ページに500円ほど支払うこともあった。
それでも長井を支持する歴代の作家陣などの精神的・経済的支援と強い継続の声により、細々ながら刊行は続く。そして読者は一部のマニア、知識者層、サブカルチャーファンなどへと限られていった。その一方で「『ガロ』でのデビュー＝入選」に憧れる投稿者は依然多く、部数低迷期にあってもその中から数々の有望新人を発掘していった。新入社員も1名を募集すると100名200名が簡単に集まったという。
この時期は完全に単行本の売上によって雑誌の赤字を埋めるといういびつな体制になっており、社員編集者たちは『ガロ』以外の媒体からいかに単行本を刊行させてくれる作家を見つけるか、また実際に編集の合間に営業や倉庫の在庫出しや返品整理をするなどして、『ガロ』を支え続けた。

### 新世代の『ガロ』
1980年代後半に、長井が高齢と経営悪化を理由に、『ガロ』や青林堂の売却を周辺に漏らすようになる。長井周辺では、関わった作家や編集者などが、できるだけ長井と当時の編集者たちによる体制を維持できる譲渡先を探ることに奔走することになる。その中で、PCソフト開発会社のツァイトを経営する山中潤が浮上（仲介をしたのは松沢呉一）。長井らと数回の会談の結果、彼が青林堂の経営を引き継ぐこととなる。山中は1990年9月、青林堂代表取締役社長に就任（長井は会長に）。長井勝一と『ガロ』、青林堂は三位一体であると改めて確認し、そのかたちを維持させながら、慎重に会社としての経営、財務と営業、また出版社としての編集体制などを建て直すことに着手する。
1992年には長井が編集長を辞し、山中が編集長に就任。『ねこぢるうどん』や『南くんの恋人』のヒットや映画のタイアップ企画などで単行本が好調となり、また本誌の売り上げも「名作劇場」や「特集」の導入、サブカルチャー情報を大量に掲載するなどして向上させた。1993年には月刊『ガロ』創刊30周年記念作として、障害者プロレスのドキュメンタリー映画『無敵のハンディキャップ』（北島行徳原作）を製作。また、経営母体となるツァイトでも『ガロ』の漫画をPCゲーム化、1994年には青林堂とツァイトとの共同であがた森魚監督による映画『オートバイ少女』を製作するなど、メディアミックスを積極的に展開し、原稿料も幾らかは支払われるようになった。この時期の『ガロ』はページ数もさることながら、全体に対する文章の占める割合がかなり増え、サブカルチャー情報誌としての性格が強くなっていった。
なお、当時の「事件」として、1993年、当時雑誌『SPA!』に『ゴーマニズム宣言』を連載していた小林よしのりが、「ご成婚パレードでオープンカーに乗った皇太子妃雅子が“天皇制反対ーっ”と叫びながら、オープンカーから周囲に大量の爆弾を投げつける」という漫画を描き、『SPA!』に掲載拒否されて、『ガロ』に持ち込み掲載される、という出来事があった。

### 内部の軋轢、事業の失敗
順風満帆に見えた『ガロ』であったが、親会社のツァイトがPCソフトのプラットフォームがMS-DOSからWindowsへと変わる時代の変化に乗り遅れ、経営が徐々に悪化する。また1996年には創業者であり、長年『ガロ』の名物編集長で青林堂の顔でもあった長井が死去する。
その後、来るべきインターネット時代を先取りし、1997年当時としては画期的であったインターネットとコミックの融合雑誌『デジタルガロ』（編集長・白取千夏雄）刊行に着手する。だが編集部内では、インターネットを『ガロ』にはそぐわないものとする守旧派と白取ら推進派が対立し、その結果白取は『ガロ』副編集長のままツァイトへ移籍して『デジタルガロ』の編集にあたるという、変則的な事態を迎えることとなった。
この先見的な試みは、山中が強引に搬入部数を10万部まで増やしたため結果的に失敗（最終的な実売は15000 - 18000部）に終わり、大赤字を出すこととなった（ただし、白取は「ガロを立て直し、90年代に部数を3倍に伸ばし、法人としての株式会社青林堂を黒字で数億円の売上高に回復させたのは、他でもない山中さんの手腕だ」との証言をしている）。

### 内紛分裂事件、そして休刊へ
しばらくして山中が体調を崩したため、1997年、山中と旧知の仲であるコンピュータ業界の先輩・福井源が社長代行となったが、元々山中体制に不満を抱えていた手塚能理子（当時青林堂取締役）以下の社員が申し合わせ、事前連絡も無いまま保管してあった作家の原稿を持ち去り、FAXにてツァイト宛に同1997年7月7日付で、副編の手塚を筆頭に青林堂編集部員全員の辞表が送られ、一斉に集団退社するという事件が発生する。同時に彼らはマスコミや取引先を通じ各方面へ「青林堂は版元として終わった」との声明を広く流布した。マスコミはその内容を詳細に検証する事なく報道を行なったため、青林堂と経営母体であるツァイトには大きな風評被害が及んだ。
退職した手塚ら元青林堂編集部員達は、長井が生前に「何かあった時にこの名前を使え」と遺した「青林工芸舎」を社名とした新出版社「青林工藝舎」を青林堂の後継と称して立ち上げた。内紛騒動の顛末は、青林堂と青林工藝舎との間で訴訟継続中であったが和解で終了した旨が『ガロ』2002年2月号に掲載された。しかし、休刊騒動の取材を受けた元青林堂社員らは「当時のことは思い出したくもない」と取材を拒否しており、休刊騒動の真相をついに語ることはなかった。

### 休刊と復刊そして再び休刊
それがきっかけとなりツァイトは倒産し、『ガロ』は休刊に追い込まれた。その後、編集長に長戸雅之を招き、新社員を募集。1998年1月にいったん復刊したが1998年9月に『ガロ』は再び休刊した。
ツァイト社倒産後、青林堂の援助をしていた「大和堂」社長の蟹江幹彦が引き継いで社長となった。大和堂体制となった『ガロ』は2000年1月号より復刊するが2001年なかばより隔月刊、2002年には季刊となり、オンデマンド版（いわゆるネット上での通販）として販売形態を変更したが2002年10月発売の1号が刊行されただけに終わり、実質発行の無いまま現在に至っている。
その結果、正式な本誌としての『ガロ』は『漫画ガロ／2002年10月／秋号（通巻426号）』を以てして最終刊行号とされ、新刊としてはこれが最後のものとなった。

### 事実上の廃刊
予告されていた『ガロ』427号は現在まで刊行されず、事実上の廃刊状態となっているが、休廃刊の公式アナウンスはない。2010年9月30日に青林堂（大和堂）はiPad用の電子書籍アプリとして『ガロ Ver2.0』の販売を開始したが、わずか2号で廃刊となった。これは『ガロ』と関係のない同人誌系創作漫画のアンソロジーであり、近年の若者向けであった。
2010年代に入ると青林堂は保守系雑誌『ジャパニズム』を創刊。半世紀に渡ったサブカルチャーの専門出版から事実上撤退し、ガロ時代とは異なる雰囲気の出版社となっている。

### 元『ガロ』編集者による『アックス』
1997年に退社した手塚能理子ら元社員達は青林工藝舎を設立。旧ガロの漫画家や新人などによる雑誌『アックス』を隔月で刊行している。

## 略歴
- 1964年（昭和39年）7月24日 - 『月刊漫画ガロ』創刊。部数は8000部。白土三平が4号目より『カムイ伝』の連載開始。
- 1966年 - 『カムイ伝』が人気を呼び、発行部数が延びる（公称80000部、実数48000部)。
- 1967年 - （ライバル誌『COM』創刊）
- 1971年 - 『カムイ伝』連載終了。
- 1980年 - 次第に『ガロ』の人気が低迷するが、一方で有力新人を次々と発掘して行く。
- 1988年 - 読者投稿ページ『4コマ画廊(ガロ)』が開始、人気ページとなる。
- 1990年 - 青林堂からツァイトに経営譲渡。ツァイト社長の山中潤が青林堂社長に就任。
- 1992年 - 長井が1月号から編集・発行人を退き会長に就任。山中が編集長となる。
- 1993年 - 宮城県塩竈市で「ガロとマンガとマンガ文化」開催。
- 1994年 - 「月刊ガロ創刊30周年記念パーティー」。
  - ゆうばり国際ファンタスティック映画祭に30周年記念製作映画『オートバイ少女』が招待され、新宿シネマアルゴにて一般公開される。
- 1995年 - 長井、日本漫画家協会賞選考委員特別賞受賞。
- 1996年 - 長井死去。享年74。
- 1997年 - 2月、インターネット・マガジン『デジタルガロ』発刊。『ガロ』本誌8月号で一時休刊（7月7日付で全社員が退社したため）。
  - 青林堂全社員退社が引金となり親会社の株式会社ツァイトが倒産。
- 1997年 - 福井源が青林堂社長に就任し1998年1月号より復刊するが、1998年9月号で再び休刊。
- 2000年 - 1月号より復刊。
- 2001年 - 6月号まで月刊、8月号より隔月刊化。
- 2002年 - 4月号まで隔月刊、次号の7月号より季刊化。12月発売号よりオンデマンド出版に移行するも1号で終わる。
- 2010年 - 9月30日、iPad用の電子書籍アプリ『ガロ Ver2.0』発刊。10月1日、2.01を発刊。
- 2011年 - 1月、Ver.2.02を発刊。その後DLsite.comやDMMからは2月に2.03が出るがすぐに消滅。iPad用アプリが出る事はなかった。そのまま廃刊となる。

## 執筆陣

### 主な執筆陣と代表作
以下は本誌掲載以外の作品も記載している。
- 安部慎一 - 『やさしい人』『美代子阿佐ヶ谷気分』
- 池上遼一
- 泉昌之 - 『夜行』『かっこいいスキヤキ』
- 内田春菊 - 『南くんの恋人』
- 蛭子能収 - 『地獄に堕ちた教師ども』『私はバカになりたい』
- 勝又進 - 『勝又進作品集』
- 川崎ゆきお - 『悪いやつほどよく走る』
- 楠勝平 - 『おせん』『彩雪に舞う』
- 逆柱いみり（望月勝広） - 『象魚』『马马虎虎』『赤タイツ男』『はたらくカッパ』
- 佐々木マキ
- 白土三平 - 『カムイ伝』
- 杉浦日向子 - 『合葬』『百日紅』
- 鈴木翁二 - 『オートバイ少女』
- 滝田ゆう - 『寺島町奇譚』
- つげ義春 - 『ねじ式』（『ガロ増刊・つげ義春特集』）
- つりたくにこ - 『六の宮姫子の悲劇』『フライト つりたくにこ作品集』
- 永島慎二 - 『フーテン』『漫画家残酷物語』
- ねこぢる - 『ねこぢるうどん』
- 根本敬 - 『生きる』『天然』『タケオの世界』『因果鉄道の旅』『豚小屋発犬小屋行き』『未来精子ブラジル』
- 花輪和一 - 『刑務所の中』
- 林静一 - 『赤色エレジー』
- 福満しげゆき - 『まだ旅立ってもいないのに』『僕の小規模な失敗』
- 古川益三 - 『紫の伝説』
- ますむらひろし - 『ヨネザアド物語』
- 丸尾末広 - 『少女椿』
- みうらじゅん - 『単になんぎなうし』『アイデン&ティティ』
- 水木しげる - 『鬼太郎夜話』『星をつかみそこねる男』
- 村野守美 - 『さんささかやの』『だめ鬼』
- 山田花子 - 『神の悪フザケ』『嘆きの天使』『花咲ける孤独』
- やまだ紫 - 『性悪猫』『しんきらり』
- 山野一 - 『四丁目の夕日』
- 淀川さんぽ - 『少年』『たこになった少年』『墓ない男の物語』

### その他
五十音順。
- あがた森魚
- 赤瀬川原平
- 秋山亜由子
- 東元
- 安彦麻理絵
- 荒木経惟（写真）
- 安西水丸
- 石ノ森章太郎
- 泉晴紀
- 泉昌之
- 糸井重里
- 岩本久則
- 上園磨古
- 上園磨冬
- 大越孝太郎
- 奥平イラ（奥平衣良）
- 尾沢敏明
- 尾沢とし和
- 鴨沢祐仁
- 唐沢商会（唐沢俊一+唐沢なをき）
- 唐沢なをき
- 菅野修
- キクチヒロノリ
- Q.B.B.（久住昌之+久住卓也）
- 久住卓也
- 久住昌之
- 古泉智浩
- 小林よしのり
- 近藤ようこ
- 桜沢エリカ
- しりあがり寿
- 杉作J太郎（獣太郎）
- 園子温
- 高杉弾
- 高浜寛
- 高山和雅
- 田口トモロヲ
- 田代しんたろう
- 辰巳ヨシヒロ
- 谷弘兒
- たむらしげる
- つげ忠男
- 津野裕子
- 東陽片岡
- とま雅和（とま）
- 友沢ミミヨ
- とり・みき
- DOL ALL STAASS（上園磨冬+上園磨古）
- 魚喃キリコ
- 成田朱希
- 西岡兄妹
- 野間吐史
- 芳賀由香
- 花くまゆうさく
- ひさうちみちお
- 日野日出志
- 平口広美
- 古屋兎丸
- 松井雪子
- 松本充代
- 幻の名盤解放同盟
- みぎわパン
- 三橋乙耶（シバ）
- 三本美治
- 本秀康
- 森下裕美
- 森雅之
- 森本清彦
- 矢口高雄
- 山本ルンルン
- 湯村輝彦
- 吉田光彦
- 淀川さんぽ
- 四方田犬彦
- 渡辺和博

## スタッフ
1960年代
- 長井勝一
- 白土三平
- 香田明子
- 松田哲夫→筑摩書房
- 高野慎三→北冬書房
- 赤目プロダクション

1970年代
- 長井勝一
- 高野慎三
- 南伸坊
- 渡辺和博
- 香田明子
- 手塚能理子

1980年代
- 長井勝一
- 山ノ井靖
- 谷田部周次
- 手塚能理子
- 白取千夏雄
- 香田明子

1990年代
- 長井勝一
- 山中潤→JUNS
- 手塚能理子→青林工藝舎
- 高市真紀→青林工藝舎
- 志村勝紀→青林工藝舎
- 大場小ゆり→青林工藝舎
- 浅川満寛→青林工藝舎
- 北園一哉→青林工藝舎
- 飯田菜津→青林工藝舎
- 香田明子→青林工芸舎
- 長戸雅之→竹書房
- 山ノ井靖
- 谷田部周次
- 白取千夏雄→ツァイト→青林堂

2000年代
- 蟹江幹彦
- 蟹江玲子
- 白取千夏雄（蟹江幹彦により中途退職を余儀なくされる[9]）
- 中村基秀（蟹江幹彦により中途退職を余儀なくされる[注 7]）

## エピソード
- みうらじゅんは『世の中の漫画は「ガロ系」と「それ以外」の2つに大きく分けられます』という言葉を残している。
- 材木屋の二階にあった青林堂は老朽化した木造の建物であったと言われており、二階の青林堂を支える大事な柱が浮いて隙間が出来た際、建物が倒壊しないよう蒲鉾板を隙間に詰めたという逸話が残っている[10]。また、青林堂の下は材木屋の駐車場のためトラックの出入りで「地震の様によく揺れた」というエピソードもあり、当時の青林堂の不安定な経営状況を建物そのものが物語っていた事でも知られる。コピーライターの糸井重里も「木造モルタルの王国」という当時の青林堂を象徴したコピーを残している。
- 経営が悪化していた青林堂は返本の山に囲まれる事も多く、『ガロ』の名物編集長であった長井勝一の口癖は「返品片付けろよ、床抜けたらどうすんだよ」「そっと本を置けよ、床抜けるだろ」だったという。赤瀬川原平の「おざ式」にも内輪ネタの一環として長井による「ガロの返本粉砕」のシーンが描かれている。
- 漫画業界全体でも持ち込みに来た漫画家に「うちでは載せられないけどガロにでも持込すれば?」と言われるのが常套句となるほど『ガロ』には数多くの個性的な作家が集まった事で知られる。特殊漫画家の根本敬は「ガロってのは全国のキチガイの集まりでキチガイが集まる率が日本で一番高い雑誌だったと思う。」と回想している[11]。
- 根本の作風は「便所の落書きが増殖したような漫画」と揶揄され、作中には障害者や擬人化した精子が登場したり、古い死体写真をコラージュした漫画もある。この死体写真をコラージュした“元祖死体写真漫画”が何の問題もなく誌面に掲載されたのは『ガロ』を物語るエピソードのひとつとなっている。
- 他誌でデビューして『ガロ』でも活動していた「個性派」の漫画家であるとり・みきや唐沢なをきは、『ガロ』での活動について自らを「外様」と称していた。この事について、とり・みきは『ガロ』のコラムで「いつの間にか彼（唐沢）も私もメジャー誌側からみるとアウトサイダー的な漫画家になってしまっていた。といって、ガロ系（ガロに書いておられるような方は一人一派だからほんとうはこんな呼び方は失礼なのだが、しかし外部から見たとき、また作家の、あるいはガロの固定読者の思い入れというものを考えたとき、目には見えないがあきらかに強い境界線を我々は感じてしまう）の人にとっても、しょせん我々は「外様」であろう。いじけも半分あるが、半分は畏敬の念であり、そのことが我々がガロに描くときにちょっと肩に力を入れすぎてしまう要因になっている。」と語っている。
- 1982年頃、根本は漫画の中で1センチ四方の絵の中にミミズの這ったような字で考え付く限りの差別用語を布団の柄に描いた（根本いわく「よほどじっくり見ないと何ンなのか解らないような代物」）。それを部落解放同盟に指摘され、部落解放同盟に長井と根本と青林堂の編集者であった谷田部周次の3人が出向いたが部落解放同盟の立派な応接室と鶏ガラの様に痩せこけた貧乏そうな自分達3人とのコントラストが妙に印象に残っているという。この件に関して根本は長井に幾度となく謝罪したが、根本を一度も叱ることなく「せっかく今、勢いがあるのにこういう事があって委縮しちゃって描けなくなる方が問題だよ。」と逆に根本を励ました。その後、根本は長井が亡くなった際に「もしあの時、この馬鹿野郎‼︎と長井さんが私を怒鳴っていたら打たれ弱い私は確実に失速し、そのまま消えて行ってたかもしれない。」と回想している[12]。
- NHK連続テレビ小説『ゲゲゲの女房』では長井をモデルにした「深沢洋一（演・村上弘明）」という人物が登場する。また、『ガロ』をモデルにした『月刊漫画ゼタ』という雑誌も創刊しているが、深沢が秘書の加納郁子（演・桜田聖子）の協力を取り付け企画・出版して創刊した設定となっており、『ガロ』創刊のもう一人の当事者の白土三平をモデルとした人物はドラマに登場せず、赤土四郎という一作者として雑誌に載っているに過ぎない。
- 新刊として事実上最終刊行号となった『漫画ガロ／2002年10月／秋号（通巻426号）』には、翌427号から連載開始が予定されていた「ガロの中にある、もう１つのガロ」というコンセプトの「餓狼（ガロ）」の予告編として「餓狼 第０号」が掲載されているが、翌427号が刊行されなかった為「餓狼」の連載は幻と化している。尚「餓狼」の遊びの１つとして「餓狼」のみ天地逆さまに製本され、そこから左開きの別の雑誌が創まると言う仕様となっている。（「餓狼」の表紙にはキャラクターのマコカミゾノが使用されている）

## 参考図書
- 長井勝一『「ガロ」編集長 』ちくま文庫 1987年 ISBN 4480021590。元版は筑摩書房「ちくまぶっくす」1982年
- 『ガロ20年史 木造モルタルの王国』青林堂 1984年 ISBN 4792601320
- ガロ史編纂委員会 編『ガロ曼陀羅』TBSブリタニカ 1991年 ISBN 4484912228
- 権藤晋『ガロを築いた人々―マンガ30年私史』ほるぷ出版 1993年 ISBN 4593534283
- 高野慎三『神保町「ガロ編集室」界隈』ちくま文庫 2021年2月。ISBN 4480437169。続編（本名表記）
- 青林堂編『「ガロ」という時代』青林堂 2014年9月 ISBN 978-4792605001
- 南伸坊『私のイラストレーション史』亜紀書房 2019年 ISBN 4750515787
- 白取千夏雄『「ガロ」に人生を捧げた男―全身編集者の告白』劇画狼編、興陽館 2021年3月。ISBN 978-4877232719
- 「ガロがボクの青春だった」-『ディスカバー・ジャパン』94-99頁、2014年6月号 エイ出版社